# Малоемецк
Малоемецк — деревня в Голышмановском городском округе Тюменской области России. Входит в состав Ражевского сельского поселения.

## География
Деревня находится в южной части Тюменской области, на берегах реки Малый Емец, на расстоянии примерно 42 километров от Голышманова, административного центра района.
Часовой пояс
Деревня Малоемецк, как и вся Тюменская область, находится в часовой зоне МСК+2. Смещение применяемого времени относительно UTC составляет +5:00.

## Население
| 2010 |
| ---- |
| 159  |